# Neuenkirchen (Pomerania Occidental-Greifswald)
Neuenkirchen es un municipio situado en el distrito de Pomerania Occidental-Greifswald, en el estado federado de Mecklemburgo-Pomerania Occidental (Alemania), a una altitud de 10 metros. Su población a finales de 2016 era de 200 habs. y su densidad poblacional, 15 hab/km².
Se encuentra ubicado junto a la ciudad de Anklam.